# Niccolò dell'Isola
Niccolò dell'Isola (Isola del Gran Sasso, 1230 circa – L'Aquila, 1293) è stato un militare italiano, personaggio centrale della storia dell'Aquila nel XIII secolo.

## Biografia
Nativo di Isola del Gran Sasso, al tempo sotto il controllo della diocesi di Penne, Niccolò arrivò all'Aquila all'incirca intorno al 1270, diventandone cittadino. Secondo il racconto del cronista Buccio di Ranallo, egli venne chiamato dai cittadini aquilani a difendere gli stessi sia dall'eccessivo fiscalismo angioino, sia dai soprusi dei baroni feudali.
In breve periodo Niccolò acquisì un prestigio del tutto simile a quello del capitano regio. Probabilmente fu eretto in suo onore anche un monumento poiché vi è documentazione di un'epigrafe, datata al 1284, che lo definisce «pater patrie et Aquilane civitatis defensor»; era inoltre chiamato «cavalero del popolu». Inizialmente ebbe la compiacenza di Carlo II di Napoli ma, a partire dal 1292, la sua posizione cominciò a diventare delicata. In chiave anti-aristocratica, cominciò a criticare l'esistenza di castelli nel contado, indicandoli come un pericolo per il futuro dell'Aquila — che era sorta alla metà del XIII secolo proprio dall'unione di più villaggi in un'unica città — e chiamò i cittadini alla loro distruzione; una volta compiuta l'impresa, rientrò in città acclamato e portato in trionfo.
La nobiltà locale, fortemente minacciata dal potere di Niccolò, si rivolse a Carlo II e il sovrano, anch'esso preoccupato dall'enorme consenso popolare di cui godeva il condottiero, inviò Carlo Martello d'Angiò, suo figlio, a riprendere il controllo della città; il 10 luglio 1293, all'arrivo delle truppe all'Aquila, Niccolò dall'Isola si presentò però con tremila seguaci e convinse Carlo Martello a desistere dall'opera. Carlo II inviò dunque Gentile di Sangro, già capitano di città, per ucciderlo, ma questi, resosi conto dell'impossibilità di avere un duello, decise di avvelenarlo.
Niccolò morì tra lo sgomento degli aquilani, in una data imprecisata anteriore al 12 agosto 1293. Rappresentò il primo esempio di guida personale in una città che, seppur sottoposta a una forte monarchia, nutriva ambizioni di autonomia di stampo popolare, come dimostrerà l'affermazione di Pietro Lalle Camponeschi nel XV secolo.